# Цепеница
Цѐпеница е отборна детска игра, която се играе предимно от деца на детски площадки, изискваща поне 10 играчи.

## Правила
Децата се разделят по равно на две групи на разстояние една от друга и се хващат за ръце. После от едната група извикват някое дете от другата, то се засилва и се опитва да „разцепи“ линията. Ако не успее остава там, ако успее взема някой играч и се връща в своята група. И така се играе докато едната група отнеме всички играчи.

## На други езици
- Али Баба – в Русия и други страни от бившия СССР
- Ак терек, көк терек – в Киргизстан
- Adj, király, katonát!" (Царю, дай ни войник!) – в Унгария[2]
- Јелечкиње, барјачкиње (jelečkinje, barjačkinje, т.е. градски вик и знаменосец) – в Сърбия[3]
- Țara, țara vrem ostași (Държава, държава, в която искаме войници) – в Румъния[4]
- Împărate, împărate, dați-ne un soldat! (Царю, царю, дай ни войник) – в Молдова[5]
- Red Rover (червен пират) – в Англия
- Král vysílá své vojsko (Кралят изпраща армията си) – в Чехия; с тази разлика, че всеки отбор избира кой от неговите членове ще се опита да наруши линията на другия отбор, вместо да изпрати члена извикан от другия екип.[6]